# SEMA4C
SEMA4C‏ (Semaphorin 4C) هوَ بروتين يُشَفر بواسطة جين SEMA4C في الإنسان.